# Auguste Lameere
Auguste Alfred Lucien Gaston Lameere, född den 12 juni 1864 i Ixelles, död den 6 maj 1942 i Bryssel, var en belgisk entomolog. 
Lameere var professor och dekanus för den vetenskapliga fakulteten vid Université Libre de Bruxelles. Den 2 juni 1906 valdes han in i Société royale belge d’entomologie. Lameere skrev ett stort antal artiklar, särskilt om skalbaggar, och Manuel de la Faune de Belgique som haft stort inflytande hos Belgiens entomologer.
Auktorsnamnet Lameere kan användas för Auguste Lameere i samband med ett vetenskapligt namn inom zoologin; se Wikipedia-artiklar som länkar till auktorsnamnet.